# اتفاقيات أروشا (بوروندي)
اتفاقية أروشا للسلام والمصالحة، المعروفة على نطاق واسع باتفاقات أروشا (بالفرنسية: Accords d'Arusha)‏، كانت معاهدة سلام انتقالية أنهت الحرب الأهلية البوروندية. تم التوقيع على الاتفاقية، التي تم التفاوض عليها في أروشا، تنزانيا بوساطة الرئيس التنزاني السابق جوليوس نيريري، في 28 أغسطس 2000.
استندت الاتفاقات إلى أربع نقاط اتفاق:
1. صيغة لتقاسم السلطة، مبنية على صيغة متفق عليها للحصص العرقية في السياسة
2. تمثيل جميع الأطراف في بيروقراطية الدولة
3. قيود دستورية لمنع أي حزب بمفرده من القوة المفرطة
4. مسارات لدمج المتمردين السابقين والأقليات في القوات المسلحة البوروندية .

وأضيفت المبادئ الأساسية لاتفاقات أروشا لاحقًا إلى دستور بوروندي.

## روابط خارجية
- اتفاقية أروشا للسلام والمصالحة في بوروندي (النص الأصلي) في معهد بروكينغز